# Triclistus kamijoi
Triclistus kamijoi là một loài tò vò trong họ Ichneumonidae.